# Baxter (Minnesota)
Baxter ist eine Kleinstadt (mit dem Status „City“) im Crow Wing County im nördlichen Zentrum des US-amerikanischen Bundesstaates Minnesota. Im Jahr 2020 hatte Baxter 8.612 Einwohner.

## Geografie
Baxter liegt am rechten Ufer des oberen Mississippi auf 46°20′54″ nördlicher Breite und 94°16′07″ westlicher Länge. Die Stadt erstreckt sich über 53,41 km², die sich auf 47,63 km² Land- und 5,78 km² Wasserfläche verteilen.
Benachbarte Orte von Baxter sind Brainerd (an der nordöstlichen, östlichen und südöstlichen Stadtgrenze), Pillager (17,1 km westlich), East Gull Lake (14,5 km nordwestlich) und Nisswa (22,1 km nördlich).
Die nächstgelegenen größeren Städte sind Minneapolis (202 km südsüdöstlich), Minnesotas Hauptstadt Saint Paul (221 km in der gleichen Richtung), Eau Claire in Wisconsin (350 km südöstlich), Duluth am Oberen See (188 km ostnordöstlich) und Fargo in North Dakota (217 km westnordwestlich).
Die Grenze zu Kanada befindet sich 285 km nördlich.

## Verkehr
In Baxter kreuzt die von Norden nach Süden führende Minnesota State Route 371 die in West-Ost-Richtung verlaufende Minnesota State 210. Alle weiteren Straßen sind untergeordnete Landstraßen, teils unbefestigte Fahrwege sowie innerörtliche Verbindungsstraßen.
Parallel zur MN 210 verläuft eine Eisenbahnlinie der BNSF Railway.
Mit dem Brainerd Lakes Regional Airport befindet sich 12,8 km ostnordöstlich von Baxter ein kleiner Regionalflughafen. Der nächste Großflughafen ist der 226 km südsüdöstlich gelegene Minneapolis-Saint Paul International Airport.

## Demografische Daten
Nach der Volkszählung im Jahr 2010 lebten in Baxter 7610 Menschen in 2963 Haushalten. Die Bevölkerungsdichte betrug 159,8 Einwohner pro Quadratkilometer. In den 2963 Haushalten lebten statistisch je 2,55 Personen.
Ethnisch betrachtet setzte sich die Bevölkerung zusammen aus 96,5 Prozent Weißen, 0,5 Prozent Afroamerikanern, 0,5 Prozent amerikanischen Ureinwohnern, 0,9 Prozent Asiaten, 0,1 Prozent Polynesiern sowie 0,2 Prozent aus anderen ethnischen Gruppen; 1,4 Prozent stammten von zwei oder mehr Ethnien ab. Unabhängig von der ethnischen Zugehörigkeit waren 1,1 Prozent der Bevölkerung spanischer oder lateinamerikanischer Abstammung.
27,0 Prozent der Bevölkerung waren unter 18 Jahre alt, 57,2 Prozent waren zwischen 18 und 64 und 15,8 Prozent waren 65 Jahre oder älter. 51,7 Prozent der Bevölkerung war weiblich.
Das mittlere jährliche Einkommen eines Haushalts lag bei 59.643 USD. Das Pro-Kopf-Einkommen betrug 30.885 USD. 4,2 Prozent der Einwohner lebten unterhalb der Armutsgrenze.